# Pentti Saarikoski
Pentti Ilmari Saarikoski, född 2 september 1937 i Impilax, död 24 augusti 1983 i Joensuu, var en finländsk poet och översättare. Saarikoski publicerade ett flertal diktsamlingar, och översatte bland annat Homeros Odysséen och James Joyces Odysseus till finska.

## Biografi
Pentti Saarikoski växte upp i Helsingfors, men han var under andra världskriget tidvis krigsbarn i Sverige. Sina studier vid Helsingfors universitet började han redan vid 16 års ålder. Saarikoski debuterade 1958 med en avancerat modernistisk diktsamling, men övergick senare till verklighetsnära lyrik och att skriva "konstruktiv dikt" för massmöten. Sammanlagt kom han att ge ut ett trettiotal egna volymer med poesi och prosa. Därtill översatte han moderna författare som Antti Jalava, James Joyce, Henry Miller, J.D. Salinger och Göran Sonnevi samt antika författare som Aristoteles, Catullus, Euripides, Herakleitos, Homeros, Xenofon, Sapfo och Theofrastos till finska. Saarikoski tillhörde Finlands kommunistiska parti och kandiderade för Folkdemokraterna i riksdagsvalen 1966 och 1971. Från november 1966 till januari 1967 vistades han i Prag. Vid sidan av Finland var Sverige hans andra hemland, barndomen och de sista åren av sitt liv tillbringade han där.

## Barndomsåren i Norrköping

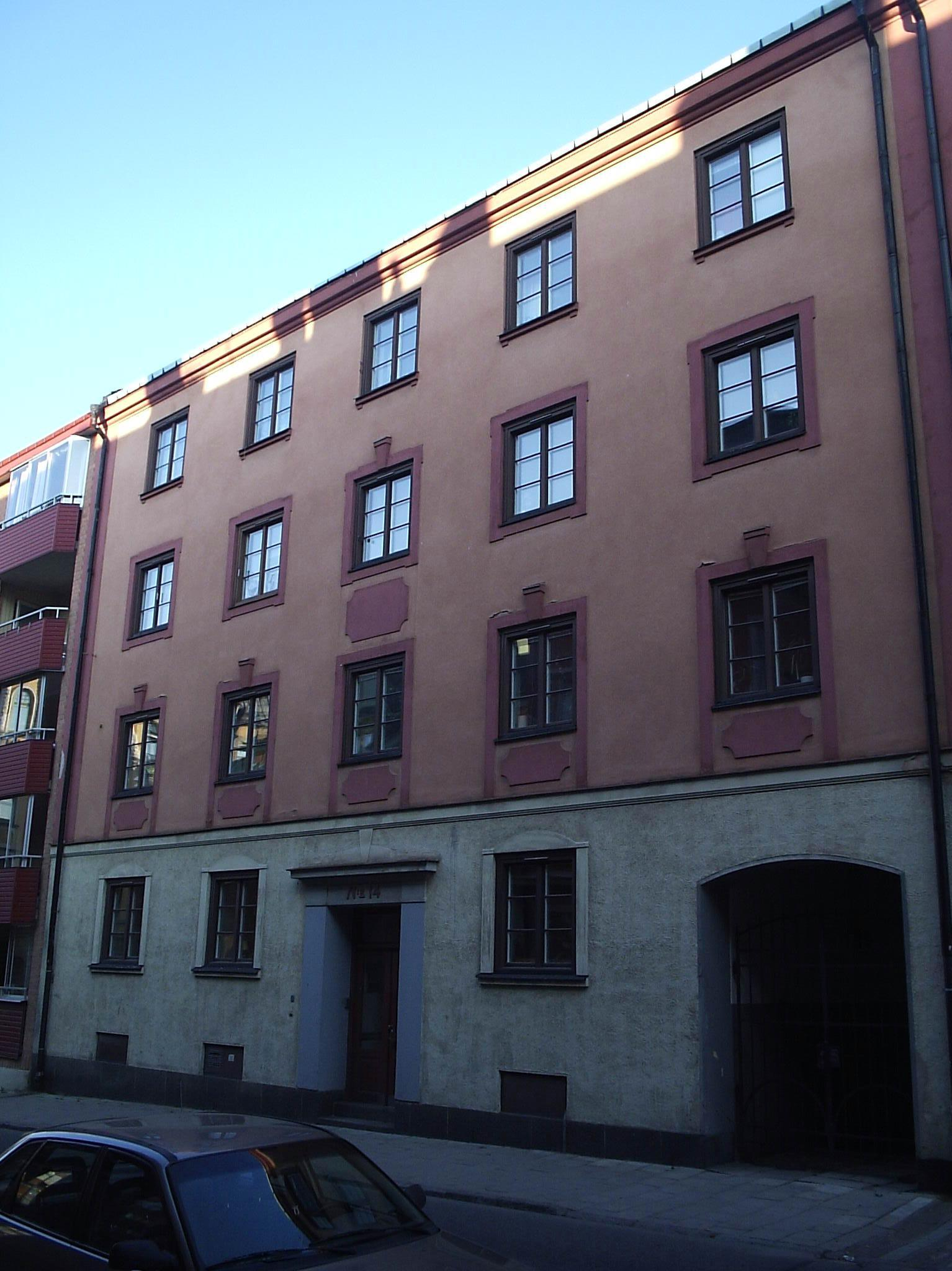
Einar Gustafssons bostad på Tunnbindaregatan 14 i Norrköping, var Pentti Saarikoskis hem under de oroliga krigsåren i Finland.

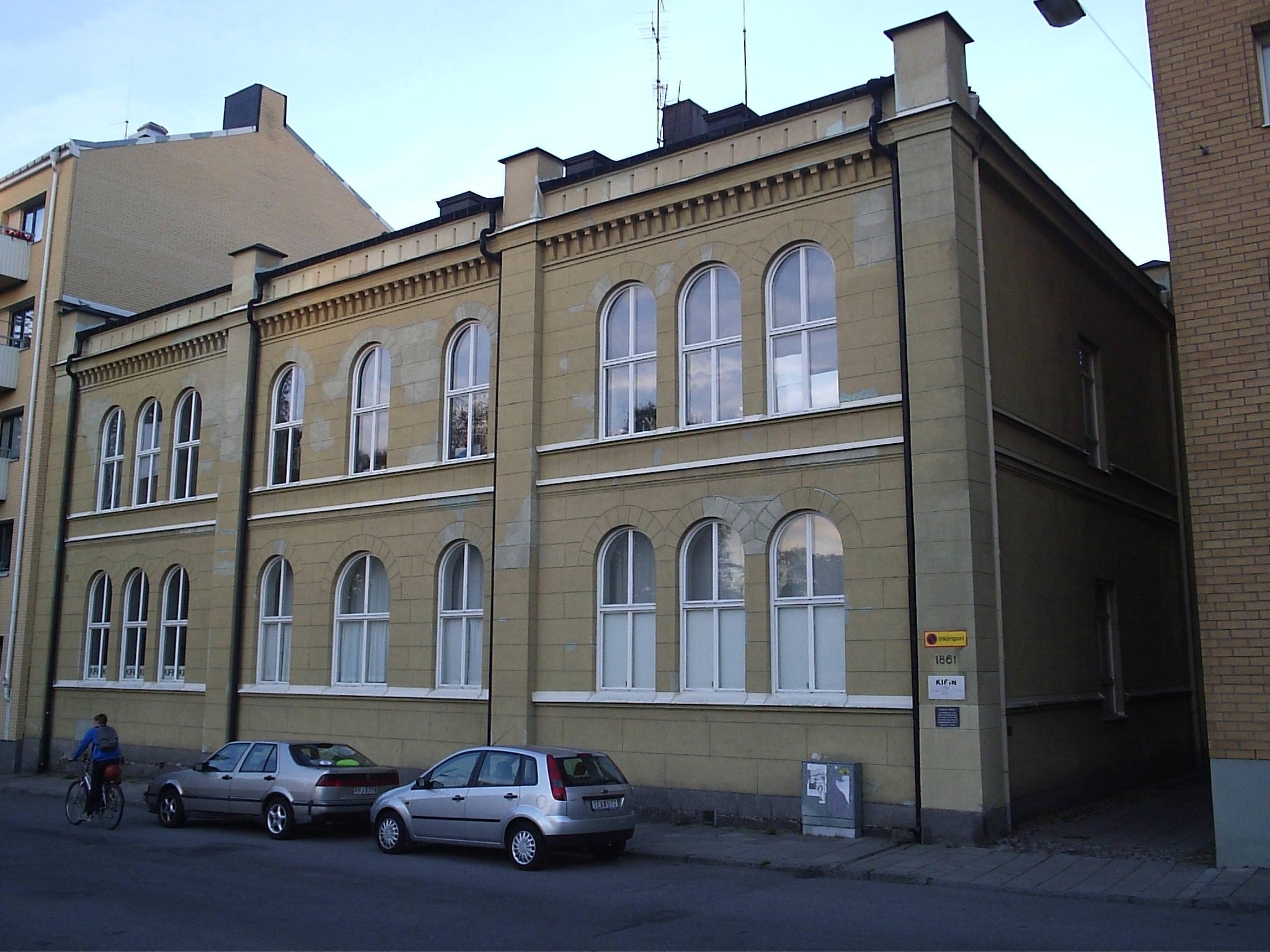
I Berzeliusskolan i Norrköping gick Pentti Saarikoski sitt första skolår 1944-1945.

Under krigsåren flyttade familjen Saarikoski, utom fadern som hade krigstjänst, ofta. Man bodde också tidvis i Sverige, första gången åren 1939-1940 hos en släkting till Simo Saarikoski, konditorn på Wahlbecks konditori på Norra Kungsgatan 5 i Norrköping vid namn Einar Gustafsson. Denne hade gift in sig i Pentti Saarikoskis släkt genom att äkta Hanna Lagerlund. Hon dog redan i november 1930 och var alltså inte vid liv då Saarikoskis familj bodde hos hennes make på Tunnbindaregatan 14. Sammanlagt var man tre till fyra gånger i Sverige. På hösten 1944 återkom familjen för sista gången till Sverige och Pentti började i Berzeliusskolan på Plankgatan 18-20 i Norrköping. Alice Bohlin var hans lärarinna. Somrarna i Östergötland bodde man i Smedstugan vid Bråvikens strand i Säter, utanför Kvarsebo. Till Säters brygga gick det reguljär båttrafik från Norrköping under krigsåren. Båten Barbro med kapten Jacob Malm som ägare gick sicksack över Bråviken och då Barbro kom från stan klockan halv fem på sommareftermiddagen brukade syskonen Saarikoski stå på bryggan med stor förväntan, ty konditor Gustafsson brukade skicka godsaker till dem, som han hade bakat under dagen. År 1945 var familjen Saarikoski tillbaka i Finland.
I Pentti Saarikoskis kvarlämnade dagboksanteckningar och i en intervjubok av Hannu Salama med namnet Pentti Saarikoski framgår det att åren i Norrköping var betydelsefulla och så länge konditorn Gustafsson levde besökte han Norrköping, bl.a. i juli 1954 på väg till Finland efter en resa i Sydeuropa. I Salamas bok frågar Salama Saarikoski om när dennes medvetande kom till och Saarikoski svarar:
”Jag har inte undersökt när det här hände, det var på den där evakueringstiden då mamma och jag for runt omkring i Finland och lite i Sverige med, hela gänget. Det minns man inte mycket av… Sverige vet jag om, eftersom vi bara var i Norrköping och där utanför på nån ö i havet, men också dom minnena är mycket obestämda. Jag har aldrig haft nån barndomsbygd som man när man blir äldre och kommer upp i medveten ålder skulle häftat vid barndomsminnen, dom har blivit mycket obestämbara och börjar egentligen först när jag som sjuåring började skolan i Norrköping… Helsingforsupplevelserna är pubertetsålderns upplevelser och dom vyerna är ju inte så starka att dom skulle komma fram i drömmen. Men första barndomslandskapet, det är Norrköping, ser lite som Tammerfors, en fors och textilindustri… Men på sitt sätt utan rökfång och konservativ vilket man inte kan säga om Tammerfors… Norrköping är en mycket konservativ, typisk svensk wienerbrödstad… Och på sitt sätt var jag ju också där för att äta wienerbröd, eftersom släktingen vi vistades hos var konditor, hade gått i skola hos Fazers. Wienerbröden var goda, chokladen man drack på eftermiddan god...”

## Sista åren på Tjörn
De sista åtta åren, fram till sin död under ett besök i Finland, bodde Pentti Saarikoski på Tjörn i Bohuslän tillsammans med hustrun Mia Berner, tillika författare, och i samarbete med henne skrev han Tjörnsviten vars sista del Den dunkles danser utkom postumt hösten 1983. 1985 skrev hon boken PS om sitt liv med honom. I Tjörnsviten bär Tjörn namnet Tiarnia.
Han ligger begravd vid Valamo nya kloster i Savolax.

## Film
- Ulf von Strauss: Porträtt av en död - resan till Pentti Saarikoski (2009)